# Canadair CL-215
El Canadair CL-215 es el primer modelo de una serie de aviones contraincendios construidos por la compañía Canadair (posteriormente adquirida por Bombardier). Este avión anfibio opera en diferentes países y, aunque principalmente es utilizado para la extinción de incendios forestales, permite el desarrollo de otras misiones como la vigilancia aduanera, la búsqueda y salvamento o la lucha contra derrames de hidrocarburos en el mar. Apodado Scooper, este avión puede cargar agua en sus dos depósitos aterrizando previamente en tierra o directamente en lagos, ríos, embalses o el mar. Según sea necesario para el incendio, el agua puede ser mezclada con aditivos, que ralentizan su evaporación, mejoran la capacidad extintora de la descarga y actúan como retardantes.

## Desarrollo

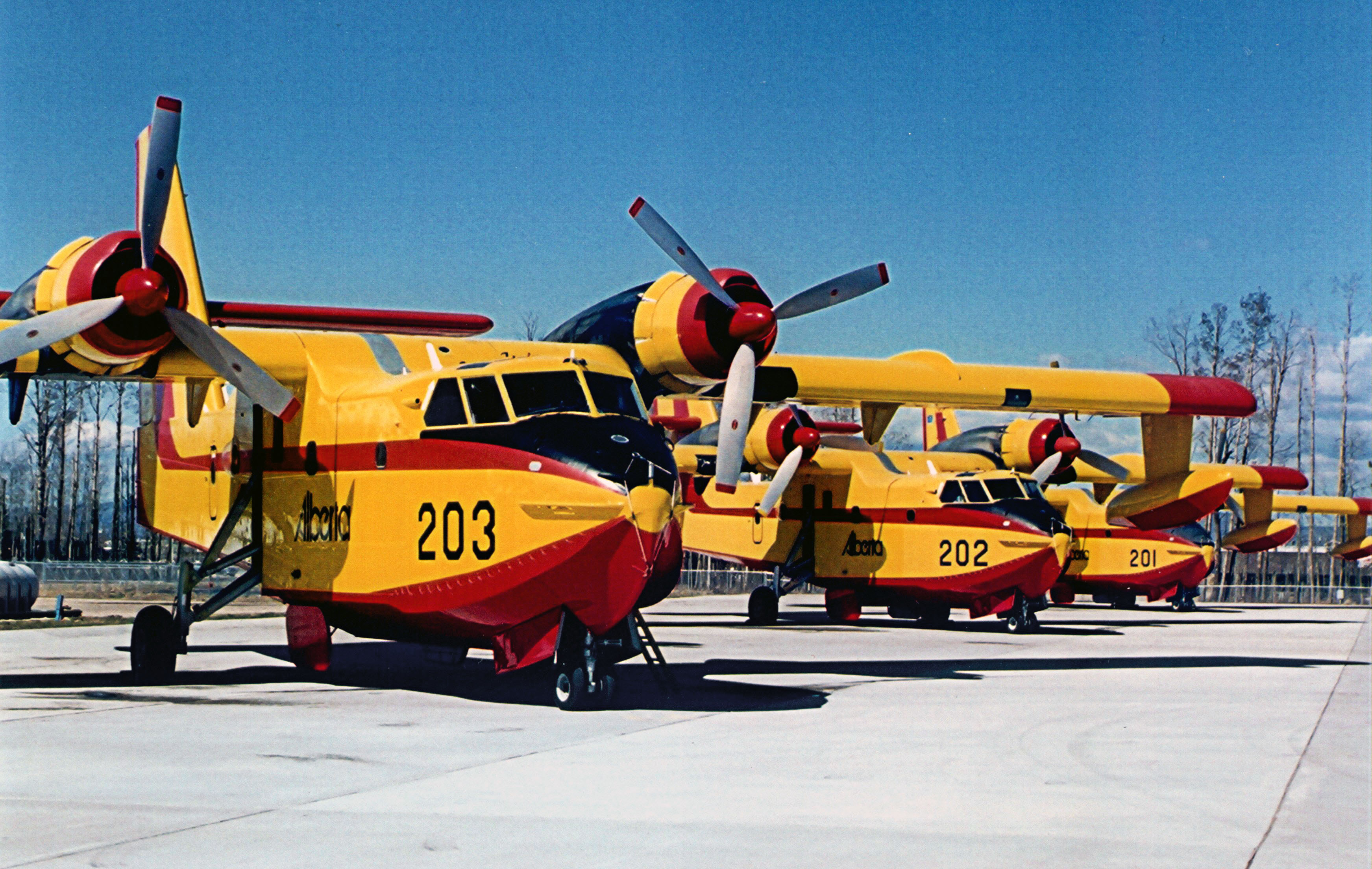
Un grupo de aviones CL-215.

El Canadair CL-215 fue diseñado para satisfacer la solicitud de un anfibio contraincendios que pudiera reemplazar a la variedad de tipos que se usaban en el papel de "bombardero de agua" en la década de los años sesenta. Los parámetros básicos del diseño del CL-215 surgieron de un simposio sobre protección forestal contra incendios que tuvo lugar en Ottawa en diciembre de 1963. A comienzos de 1966 se decidió que este modelo entrase en producción. Los primeros modelos tomaron como base el exitoso PBY-5 Catalina. La provincia canadiense de Québec y la Securité Civile (Protección Civil) francesa fueron los primeros clientes: encargaron respectivamente, 20 y 10 CL-215, a los que asignaron la misión básica de detección y extinción de incendios forestales. Sin embargo el robusto y versátil anfibio también estuvo a disposición de clientes militares, quienes lo utilizaron para realizar misiones de búsqueda y salvamento, así como en funciones utilitarias. Durante 20 años, empezando en 1969, 125 aviones fueron construidos y vendidos a nueve países.
El primer vuelo del CL-215 se realizó el 23 de octubre de 1967 y en mayo de 1969 comenzaron las primeras entregas a Francia. A partir de este momento, la producción incluyó ejemplares para las provincias canadienses de Québec y Manitoba, así como para España, Grecia, la Real Armada de Tailandia, CVG Ferrominera Orinoco, Italia, Venezuela y Yugoslavia, entre otros.
En 1987 apareció el CL-215T, una evolución encargada por el Ejército del Aire español que permitió la actualización de la flota del 43 Grupo de Fuerzas Aéreas. Este desarrollo obtuvo un notable éxito, el avión ganó en fiabilidad y potencia, lo que permitió el desarrollo de la siguiente generación, denominada CL-415. El CL-215T cuenta dos motores turbohélice más potentes, ligeros y fiables. Debido al incremento de potencia, fue necesario realizar también modificaciones en la estructura alar, reforzar las uniones entre planos y fuselaje, así como modificar casi toda la presentación de los instrumentos de cabina. El nuevo modelo cuenta también con movimiento hidráulico tanto de las superficies de vuelo como de la rueda de morro, así como otras mejoras.

## Diseño

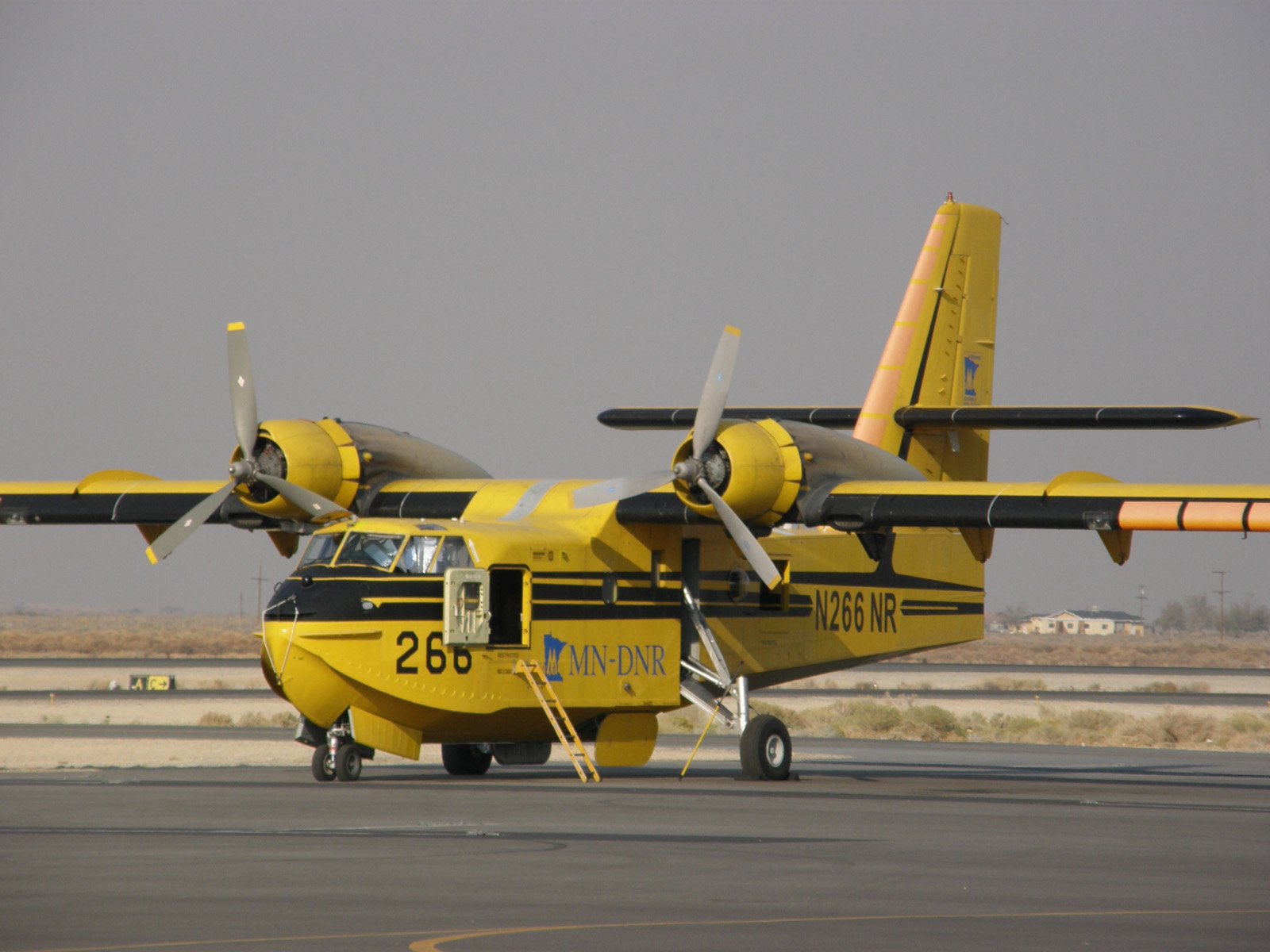
Un CL-215 Scooper del Departamento de Recursos Naturales de Minesota en 2007.

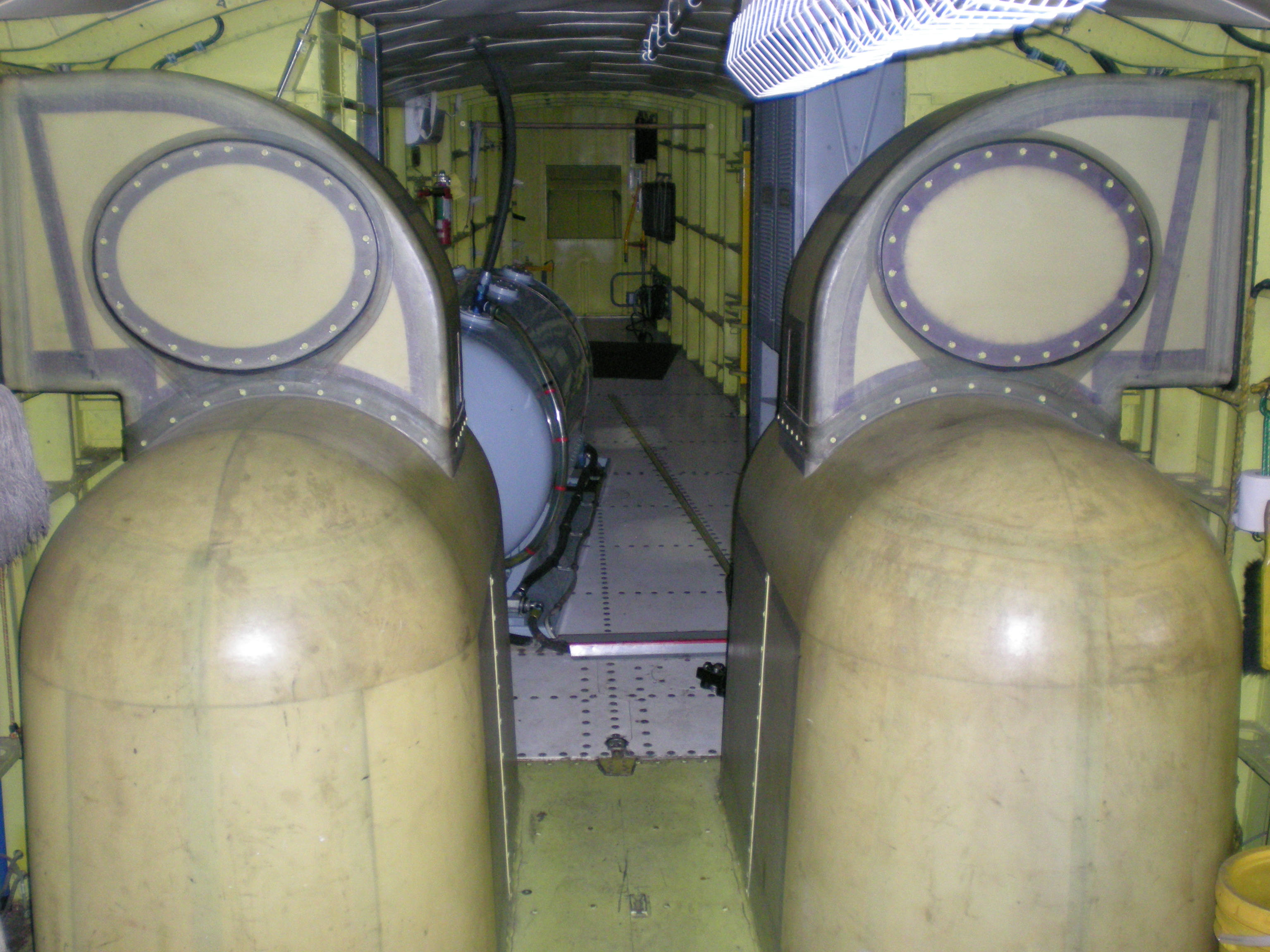
Los dos depósitos de agua de un CL-215 en primer plano y al fondo el tanque de aditivos.

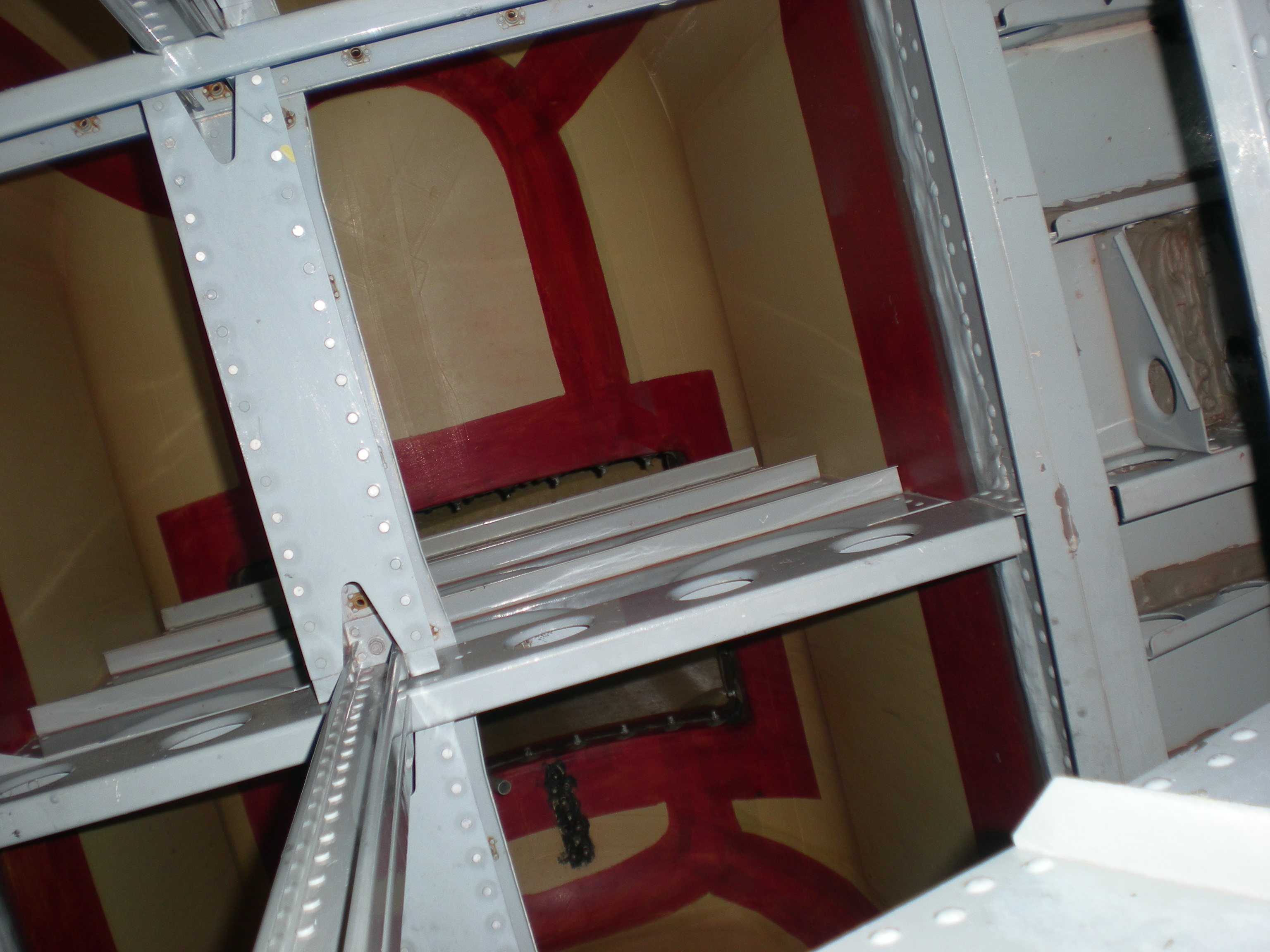
Interior de un depósito de agua.

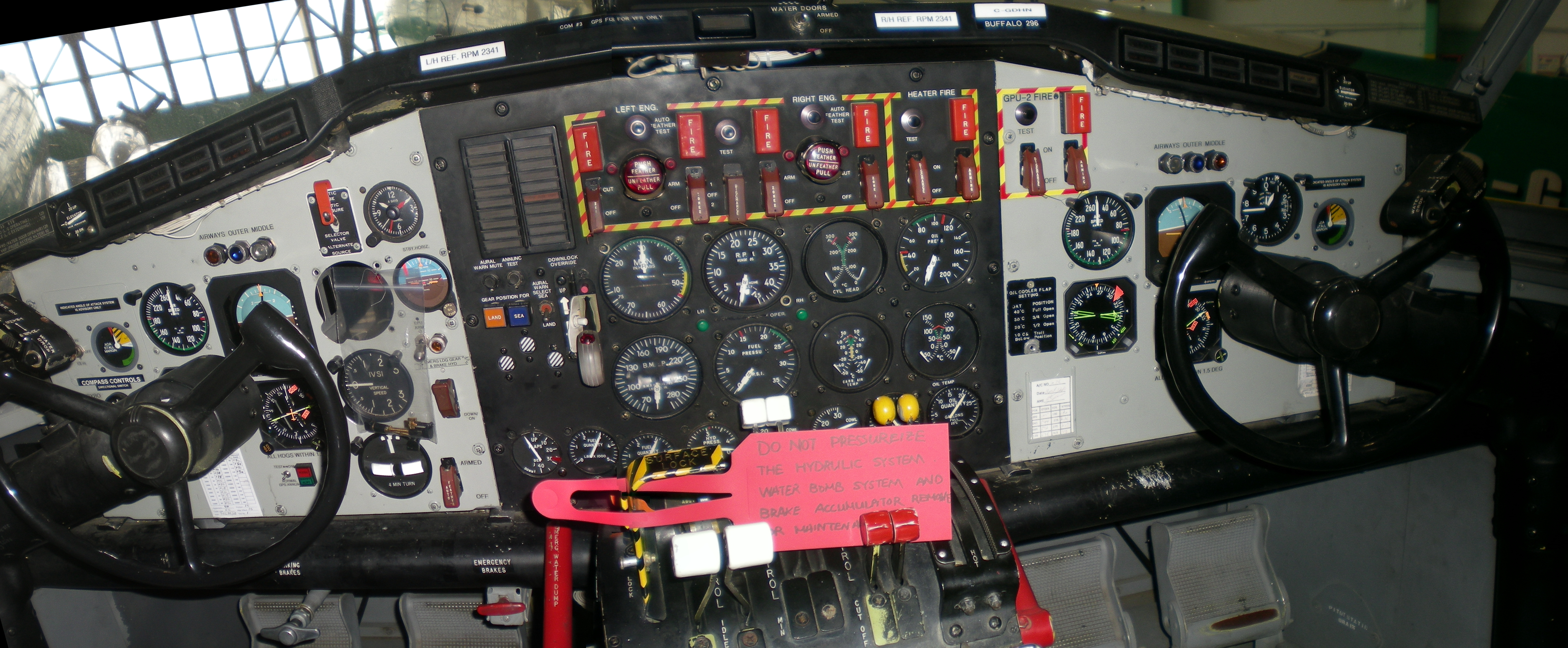
Cabina de vuelo de un CL-215.

Desde el primer momento, la simplicidad de diseño constituyó un requisito primordial junto a la facilidad de mantenimiento y la fiabilidad de los equipos, lo que se consiguió gracias a la incorporación, siempre que fue posible, de sistemas ya experimentados. La protección contra la corrosión producida por el agua salada se logró merced al uso de materiales resistentes y al cuidadoso sellado de las diversas piezas durante el montaje.
El CL-215 es un avión de gran tamaño. Tiene un casco de un solo rediente, y los flotadores estabilizadores fijos están montados exactamente al lado de las puntas alares. El tren de aterrizaje, de tipo triciclo, comprende una rueda de morro doble y dos ruedas principales simples; la primera de las cuales queda alojada dentro del casco y las dos últimas se repliegan quedando fuera del fuselaje.
El ala de implantación alta y los estabilizadores son estructuras de una sola pieza; alerones y flaps ocupan la totalidad del borde de fuga alar. Tanto el empenaje como la superficie alar tienen unas grandes dimensiones. El extradós alcanza los 100 metros cuadrados. Las superficies de vuelo fueron así diseñadas para cumplir los requerimientos del vuelo a bajas velocidades y muy baja cota, ideal para alcanzar una mayor precisión durante la maniobra de descarga. Es capaz de despegar y aterrizar en pistas cortas no pavimentadas. El combustible se carga en 8 células situadas en los planos. Las góndolas que alojan los motores están integradas a la estructura del plano. Su motorización consiste en 2 motores radiales Pratt & Whitney R-2800-CA3, aptos para operar en las duras condiciones de un incendio forestal.

### Sistema Operativo
Para realizar su función contraincendios, la aeronave tiene una capacidad de 5346 litros de agua (lo que 12 000 libras de peso), repartidos en dos depósitos ubicados dentro de la bodega. También cuenta con dos depósitos  auxiliares de 300 litros cada uno para almacenar el retardante ignífugo. El agua puede recogerse durante el amerizaje mediante dos sondas retráctiles montadas tras el rediente de la quilla, operación que debe hacerse en movimiento, mientras el avión navega sobre la superficie del agua a unos 60-70 nudos. Esto permite el completo llenado de los depósitos en tan sólo 12 segundos, para lo que se necesita una distancia de entre 2000 y 3500 pies, dependiendo de factores variables como las condiciones del viento, la temperatura exterior, el peso de la aeronave o la altitud de la zona de amerizaje. El área para la carga de agua debe tener una profundidad mínima de 120 centímetros, y en el caso del mar no es seguro realizar la maniobra con olas de más de un metro de altura. Tras el despegue, el avión vuela hacia la zona del incendio, donde puede lanzar la totalidad de la carga en menos de un segundo. La operación se repite hasta que se logra controlar o extinguir el fuego. En la mayoría de los casos, puede arrojarse una carga de carga por lo menos cada diez minutos.
En la versión inicial para búsqueda y salvamento, el CL-215 estaba pensado para llevar hasta seis tripulantes. En la cabina se alojan el piloto, el copiloto y un ingeniero de vuelo. El puesto de navegante se sitúa más atrás, en la sección delantera del fuselaje, mientras que dos observadores van en la sección trasera. La aviónica básica se ve reforzada por un radar meteorológico y de exploración AVQ-21 en el morro, un radioaltímetro, un radiofaro direccional UHF/VHF, y un DME. La autonomía máxima es de 12 horas, aunque para ello es necesario instalar un depósito adicional de combustible en el interior de la bodega. Para ganar en capacidad de carga de agua, este depósito no es instalado durante la operación de extinción de incendios, por lo que, en la práctica, la autonomía se ve reducida a un máximo de 5 horas de vuelo.

## Variantes

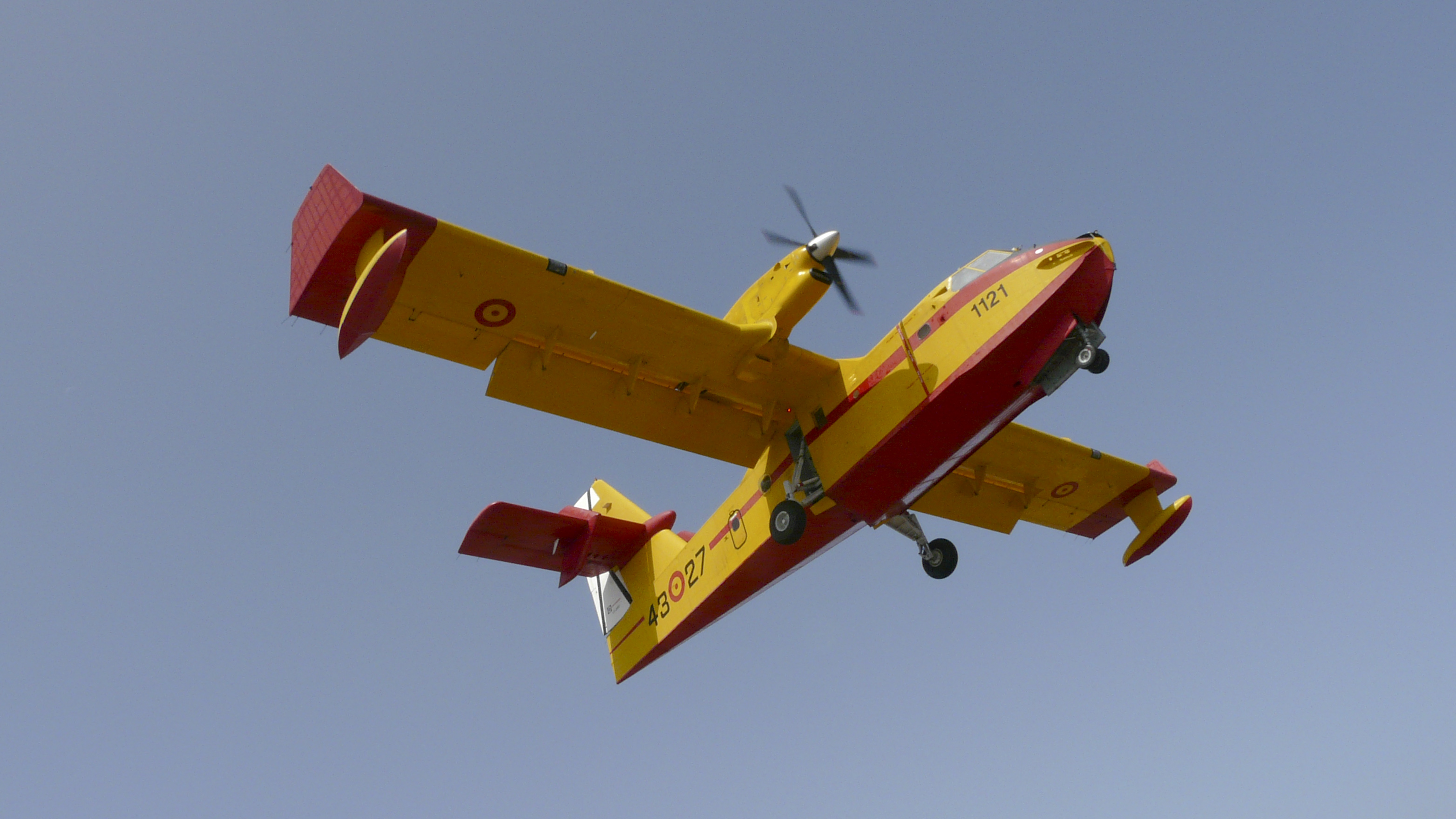
Un Canadair CL-215T español.

CL-215A
Versión inicial, con motores radiales Pratt & Whitney R-2800-83AM de 18 cilindros refrigerados por aire. Presenta una estructura interna compatible con la provisión de equipos de bombeo de agua, que incluyen un par de depósitos bajo el suelo, puertas bajo el vientre y recogedores giratorios. Se focalizó en los sectores de la descarga de agua y en los mercados de cargueros utilitarios.
CL-215B
Casi idéntico al CL-215A, este modelo presentaba adaptaciones menores realizadas para adecuar las necesidades de los clientes de búsqueda y rescate y de la industria de carga comercial.
CL-215C
Igual al CL-215A, pero sin ninguna provisión para las misiones de descarga de agua. Por ello, presenta una estructura del piso revisada, puertas laterales mayores y más ventanas en el área de la cabina principal. Pueden acomodarse un máximo de 36 pasajeros, sin provisión para equipaje.
CL-215T
En 1987 se anunció el CL-215T, con mejoras en el manejo conseguidas con cambios en el diseño del ala y del empenaje, y motores turbohélice Pratt & Whitney más potentes. Originalmente, el CL-215T iba a ser un simple desarrollo turbohélice del CL-215, y Canadair convirtió dos aviones en 1989 como aviones de desarrollo. El primero voló el 8 de junio de 1989. Se ofrecieron equipos de reequipación para los CL-215 al nuevo estándar, pero Canadair decidió no construir CL-215T nuevos, sino desarrollar el CL-415. Cascade Aerospace, de Canadá, ofrece reinstalaciones motoras del CL-215 al CL-215T usando el kit de Bombardier y motores Pratt & Whitney Canada PW123AF.
CL-415EAF
Programa de conversión ofrecido por Viking Air, presentando motores turbohélice Pratt & Whitney y aviónica EFIS. Los primeros 11 aviones usados comprados para ser modificados, estaba previsto que fueran entregados al cliente de lanzamiento, Bridger Aerospace, en el primer trimestre de 2020. Serían reforzados para aumentar su peso máximo al despegue y poseerían nuevos controles de vuelo y sistemas hidráulico y de combustible.
CL-515
Versión de producción relanzada, equipada con la configuración del CL-415EAF. Viking Aviation anunció planes para contratar hasta 150 empleados para realizar estas conversiones mediante su subsidiaria especializada, y en mayo de 2018 solicitó apoyo gubernamental para reiniciar la producción del modelo.

## Operadores

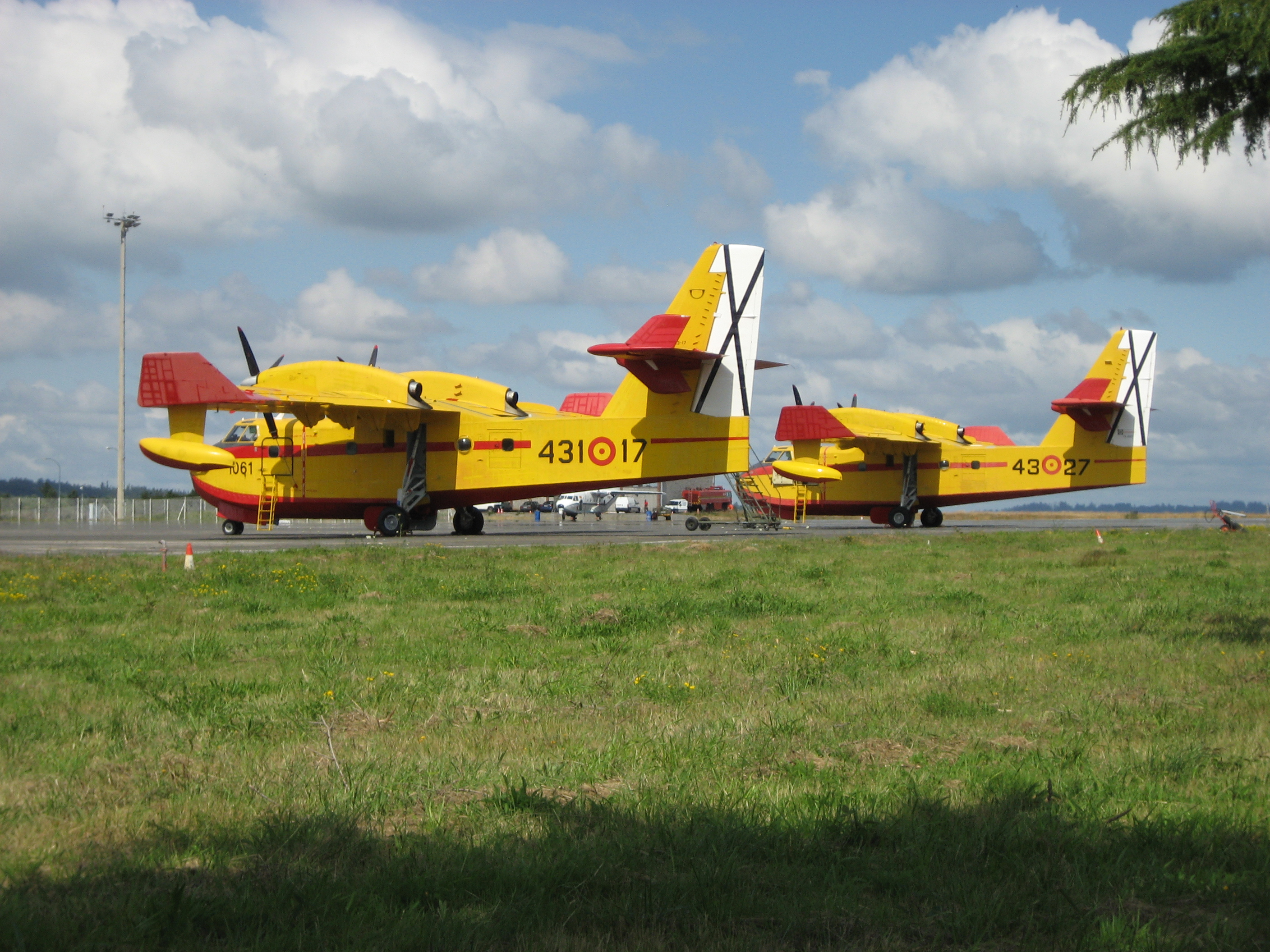
Dos Canadair CL-215T del Ejército del Aire de España estacionados en el Aeródromo Militar de Santiago.

### Actuales
Canadá
En septiembre de 2019, había 64 CL-215/CL-415 registrados en el Transport Canada.
- Air Spray, Edmonton, Alberta: seis en total; dos CL-215 1A10 y cuatro CL-215-6B11 (Series CL-415).
- Buffalo Airways, Yellowknife, Northwest Territories: tres CL-215 1A10.
- Conair Group, Abbotsford, British Columbia: cuatro CL-215-6B11 (Series CL-215T).
- Government of Newfoundland and Labrador, Newfoundland and Labrador: cinco CL-215-6B11 (Series CL-415).
- Government of Quebec, Service aérien gouvernemental, Quebec: catorce en total; cuatro CL-215 1A10, dos CL-215-6B11 (Series CL-215T) y ocho CL-215-6B11 (Series CL-415).
- Longview Aviation Asset Management Corp., North Saanich, British Columbia: dos CL-215 1A10.
- Longview Aviation Services Inc., Calgary, Alberta: nueve CL-215 1A10.
- Province of Manitoba: cinco CL-215 1A10.
- Province of Ontario Ministry of Natural Resources: nueve CL-215-6B11 (Series CL-415).
- Province of Saskatchewan, Ministry of Environment: siete en total, cinco CL-215-6B11 (Series CL-215T), dos CL-215 1A10; según el Ministerio de Medioambiente, seis CL-215P desplegados en los Airtanker Groups 3, 4 y 5.[9]

 España
- Ejército del Aire y del Espacio: 43 Grupo de FF.AA.,[10] 10 CL-215T en abril de 2024.[11]
- Ministerio de Medioambiente: 4 CL-215 ex del Ejército del Aire.[12]

 Estados Unidos
- Bridger Aerospace: seis CL-415EAF.[13]
- Aero-Flite, Inc. Kingman, Arizona: cinco CL-215.[14]

 Grecia
- Fuerza Aérea Griega: 11 CL-215 en diciembre de 2016.[15] 8 son CL-215GR y 3 ex Fuerza Aérea yugoslava.

 Italia
- Societa Ricerche Esperienze Meteorologiche (SoREM): cinco CL-215 alquilados[16] y operados para Protezione Civile.

 Tailandia
- Real Armada Tailandesa: 2 entregados en 1978, de los que 1 se usó en patrullas de búsqueda y rescate.[17][18]

 Turquía
- Gökçen Aviation de la Asociación Aeronáutica turca: nueve CL-215 y el contratista actual del Ministerio de Agricultura turco.[19]

### Antiguos
Croacia
- 885th Firefighting Squadron de la Fuerza Aérea y Defensa Aérea Croata: operó 2 CL-215 de 1995 a 2003.[20] Han sido reemplazados por 6 CL-415.[21]

 Estados Unidos
- North Carolina Division of Forest Resources: compró un CL-215 de 1969 en 1998. Usado contra más de 135 incendios durante su carrera de diez años, fue finalmente retirado y vendido en eBay en 2011.[22]
- Minnesota Department of Natural Resources: operó 2 CL-215; vendidos en 2015 y reemplazados por Air Tractor 802F Fireboss[23] del contratista Aero Spray de Appleton (Minnesota).

 Francia
- Sécurité Civile: 15 aviones operados de junio de 1969 a 1996, reemplazados por 12 CL-415.[24]

 Venezuela
- CVG Ferrominera Orinoco: dos CL-215, uno accidentado en 1989, el otro ha estado aparcado desde entonces en el Aeropuerto Internacional Manuel Piar.[25]

 Yugoslavia
- Fuerza Aérea de la República Federal Socialista de Yugoslavia: cinco CL-215 entregados (el quinto se perdió en un accidente en 1984) que entraron en servicio con el 676th Fire Fighting Squadron de 1981 a 1992, vendidos por su sucesora, la Fuerza Aérea de Serbia y Montenegro, a Grecia en 1995.[26] En 2015, un CL-215 ex yugoslavo se perdió en un accidente.[27]

## Accidentes e incidentes
- El 4 de julio de 1970, un Canadair CL-215, matrícula F-ZBAX (número de serie 1022), operado por la Securité Civile francesa, resultó destruido durante la maniobra de amerizaje frente a la costa de Calasima, resultando muertos sus tres tripulantes.[28]

- El 3 de agosto de 1971, un Canadair CL-215, matrícula F-ZBBG (número de serie 1025), operado por la Securité Civile francesa, se hundió tras entrar en marsopeo durante la carga de agua en el golfo de Sagone, Córcega, sobreviviendo todos sus tripulantes.[29]

- El 25 de julio de 1973, un Canadair CL-215, matrícula F-ZBBM (número de serie 1019), operado por la Securité Civile francesa, se estrelló en un área montañosa cerca de Vignale, Córcega, tras impactar con un tendido eléctrico. Sus dos tripulantes resultaron muertos.[30]

- El 8 de septiembre de 1976, un Canadair CL-215, matrícula UD13-07 (número de serie 1035), operado por el 43 Grupo de Fuerzas Aéreas, se estrelló en la ladera sur del monte Xiabre, cerca de Villagarcía de Arosa, durante el lanzamiento de agua en una misión de extinción de incendios forestales. Sus tres tripulantes (Alférez de complemento José Luis Herráiz Soria, Brigada de complemento José Cachofeiro Ramón y Sargento 1º José Pérez Belmonte) resultaron muertos. En el lugar del accidente se levanta un monolito en recuerdo de los tres fallecidos.[31]

- El 7 de marzo de 1977, un Canadair CL-215, matrícula UD13-09 (número de serie 1037), operado por el 43 Grupo de Fuerzas Aéreas, impactó contra el espigón oeste de la desembocadura del río Bidasoa. El avión quedó varado en la playa de Fuenterrabía durante seis meses y posteriormente fue desguazado. Sus tres tripulantes resultaron ilesos.[32]

- El 11 de abril de 1977, un Canadair CL-215, matrícula UD13-08 (número de serie 1036), operado por el 43 Grupo de Fuerzas Aéreas, se hundió durante la maniobra de carga de agua en el puerto de Valencia mientras participaba en las labores de extinción de un incendio declarado en la sierra de Espadán. El avión quedó sumergido a unos diez metros y sus restos fueron recuperados gracias a la colaboración de un equipo de buceo del cuerpo de bomberos de Valencia y una grúa flotante que trabajaba en la ampliación del puerto. La tripulación resultó ilesa.[31]

- El 26 de mayo de 1977, un Canadair CL-215, número de serie 1042, operado por la Fuerza Aérea Griega, resultó destruido durante el amerizaje frente a la costa de Corinto, resultando fallecidos sus tres ocupantes.[33]

- El 18 de julio de 1978, un Canadair CL-215, número de serie 1050, operado por la Fuerza Aérea Griega, se hundió tras sufrir un incendio frente a la costa de Ioannina, Grecia. La tripulación resultó ilesa.[34]

- El 12 de octubre de 1980, un Canadair CL-215, matrícula UD13-13 (número de serie 1053), operado por el 43 Grupo de Fuerzas Aéreas, resultó destruido tras chocar con la orilla sur del embalse de Beniarrés mientras participaba en las labores de extinción de un incendio forestal declarado en el municipio de Benimantell, Alicante. Fallecieron el comandante Óscar Sáenz de Santa María Alegría y el mecánico de vuelo, el sargento 1º Luis Vélez Tarano. El copiloto resultó herido grave. Cerca de la presa se yergue un monumento en recuerdo de los dos fallecidos.[31]

- El 2 de marzo de 1981, un Canadair CL-215, matrícula UD13-02 (número de serie 1013), operado por el 43 Grupo de Fuerzas Aéreas, se hundió tras intentar despegar del embalse de Buendía, Cuenca, durante un vuelo de entrenamiento. Fallecieron sus cuatro ocupantes: el teniente Fernando Esteban Baturone, el teniente Aurelio Gil Laso, el alférez Eduardo Javier Moreno Jiménez y el sargento 1º Santiago García García.[31]

- El 4 de agosto de 1983, un Canadair CL-215, matrícula F-ZBBR (número de serie 1001), operado por la Securité Civile francesa, cayó en una zona de montaña tras impactar con un árbol cerca de Menacait, Marsella, durante un vuelo de extinción de incendios forestales. Fallecieron sus dos ocupantes.[35]

- El 29 de septiembre de 1983, un Canadair CL-215, matrícula C-GKEE (número de serie 1078), operado por la empresa constructora, resultó destruido durante un vuelo de exhibición en el aeropuerto de Montreal, Canadá. Como consecuencia, sus dos tripulantes resultaron heridos graves.[36]

- El 8 de marzo de 1984, un Canadair CL-215, número de serie 1015, operado por la Fuerza Aérea Griega, resultó destruido tras sufrir un fuego en uno de los motores en las inmediaciones del aeropuerto de Elefsis, Grecia. Sus tres tripulantes resultaron muertos.[37]

- El 5 de julio de 1984, un Canadair CL-215, matrícula UD13-01 (número de serie 1010), operado por el 43 Grupo de Fuerzas Aéreas, impactó con un tendido eléctrico durante la maniobra de aproximación en un tramo del río Miño próximo a Ribadavia mientras participaba en las labores de extinción de un incendio forestal. El avión quedó varios días a flote en el agua, pero fue recuperado y sus tres tripulantes resultaron ilesos.[31]

- El 11 de julio de 1984, un Canadair CL-215, matrícula JRV-72201 (número de serie 1066), operado por el 676 Escuadrón de la Fuerza Aérea Yugoslava resultó destruido durante la maniobra de carga de agua en el mar cerca de Zadar mientras participaba en una misión de extinción de incendios forestales. Uno de sus dos tripulantes falleció como consecuencia del accidente.[38]

- En 1985, un Canadair CL-215, matrícula C-GMAF (número de serie 1044), operado por el gobierno de Manitoba aterrizó sin tren en el aeródromo de Chico (California). La aeronave fue reparada in situ y la tripulación resultó ilesa.[39]

- El 13 de febrero de 1987, un Canadair CL-215, matrícula UD13-18 (número de serie 1079), operado por el 43 Grupo de Fuerzas Aéreas, se hundió durante la maniobra de carga de agua cerca de la presa del embalse de San Juan, Madrid. Sus cuatro tripulantes sobrevivieron.[40]

- El 9 de septiembre de 1988, un Canadair CL-215, matrícula UD13-04 (número de serie 1032), operado por el 43 Grupo de Fuerzas Aéreas, se precipitó tras fallar el motor derecho mientras despegaba del aeropuerto de Santiago de Compostela. Fallecieron sus cuatro tripulantes: capitán Pedro Álvarez de Sotomayor y Seoane, capitán Jesús Cembranos Díaz, teniente Carlos S. Remírez de Esparza y Figuerola-Ferreti y el sargento Juan Carlos Muyo Romero. Junto a la terminal del aeropuerto se levantó un monumento en memoria de los cuatro fallecidos que posteriormente fue trasladado a la plaza de armas del aeródromo militar de Santiago de Compostela.[31]

- El 27 de enero de 1989, un Canadair CL-215, matrícula I-CFSS (número de serie 1071), operado por la empresa Sisam, impactó con el terreno durante las labores de extinción de un incendio declarado en Madonna del Monte, Italia. Fallecieron sus dos tripulantes, Claudio Garibaldi y Rosario Pierro.[41]

- El 22 de agosto de 1989, un Canadair CL-215, matrícula YV-O-INC-2 (número de serie 1063), operado por la compañía CVG Ferrominera, se estrelló tras sufrir un fallo de motor cerca de Puerto Ordaz, Venezuela. Fallecieron tres de sus ocupantes.[42]

- El 19 de junio de 1991, un Canadair CL-215, matrícula C-GFQA (número de serie 1091), operado por el gobierno de Terranova, resultó destruido tras impactar con un árbol cerca de Chute des Passes, Canadá, durante un vuelo de extinción de incendios forestales. Sus dos tripulantes fallecieron.[43]

- El 6 de agosto de 1991, un Canadair CL-215, matrícula I-CFSV (número de serie 1077), operado por la empresa Sisam, se estrelló en una zona de montaña tras entrar en pérdida cerca de Piana Crixia (Savona, Italia). Fallecieron sus dos tripulantes.[44]

- El 17 de junio de 1992, un Canadair CL-215, matrícula UD13-03 (número de serie 1031), operado por el 43 Grupo de Fuerzas Aéreas, impactó con un bajo rocoso del embalse de Valmayor, Madrid. El avión fue reparado en una rampa cercana a la presa, resultando sus tripulantes ilesos.[31]

- El 10 de septiembre de 1992, un Canadair CL-215, número de serie 1075, operado por la Fuerza Aérea Griega, quedó destruido tras sufrir un fuego en el motor derecho cerca de Corinto, Grecia. Sus dos ocupantes resultaron heridos graves.[45]

- El 22 de agosto de 1993, un Canadair CL-215, número de serie 1064, operado por la Fuerza Aérea Griega, se estrelló cerca de Rodini, Patras, Grecia. Sus dos ocupantes resultaron muertos.[46]

- El 30 de julio de 1996, un Canadair CL-215, matrícula I-CFSU (número de serie 1074), operado por la empresa Sisam, quedó destruido durante la maniobra de amerizaje en el lago Fanaco, Italia, falleciendo uno de sus dos tripulantes.[47]

- El 15 de julio de 2000, un Canadair CL-215, número de serie 1048, operado por la Fuerza Aérea Griega, se estrelló en una zona de montaña cerca de Monte Pelión (Magnisia, Grecia) mientras participaba en una misión de extinción de incendios forestales. Sus dos ocupantes fallecieron.[48]

- El 5 de agosto de 2001, un Canadair CL-215 operado por la empresa Inaer, matrícula EC-HET (número de serie 1034), impactó con un tendido eléctrico cerca de Marechal Carmona, Portugal. La aeronave fue reparada y la tripulación resultó ilesa.[49]

- El 25 de marzo de 2003, un Canadair CL-215T, matrícula UD13-29 (número de serie 1124), operado por el 43 Grupo de Fuerzas Aéreas, se partió al tocar el agua en la bahía de Pollensa, Mallorca. Los sargentos Juan Carlos Muyo Romero y Manuel Fernández Carrascosa resultaron muertos y ambos pilotos heridos.[50]

- El 9 de julio de 2004, un Canadair CL-215, matrícula I-SRMB (número de serie 1012), operado por la empresa Sorem, se accidentó al chocar contra la orilla del embalse de Aguieira, Portugal. La tripulación resultó ilesa.[51]

- El 26 de agosto de 2004, un Canadair CL-215T, matrícula UD13-30 (número de serie 1125), operado por el 43 Grupo de Fuerzas Aéreas, quedó parcialmente hundido al chocar con la orilla del embalse de La Tranquera. El avión fue reparado en el embalse y puesto de nuevo en servicio, mientras que la tripulación resultó ilesa.[52]

- El 6 de julio de 2006, un Canadair CL-215, número de serie 1112, operado por la Fuerza Aérea Griega, resultó destruido durante el amerizaje en el golfo Sarónico, Grecia. La tripulación resultó ilesa.[53]

- El 4 de octubre de 2007, un Canadair CL-215, matrícula I-SRME (número de serie 1049), operado por la empresa Sorem, quedó destruido durante la maniobra de amerizaje en el lago Durusu, Turquía. Sus tres tripulantes resultaron heridos de diversa consideración.[54]

- El 6 de abril de 2009, un Canadair CL-215, matrícula C-FTXB (número de serie 1007), operado por la empresa Buffalo Airways, aterrizó sin tren durante un vuelo de demostración en el aeropuerto de Esmirna, Turquía. El avión fue reparado y sus tripulantes resultaron ilesos.[55]

- El 16 de junio de 2014, un Canadair CL-215T, matrícula UD13-25 (número de serie 1119), operado por el 43 Grupo de Fuerzas Aéreas, impactó con un tendido eléctrico mientras se disponía a cargar agua en el embalse de Ribarroja. El avión fue reparado en el embalse y puesto de nuevo en servicio, mientras que la tripulación resultó ilesa.[56]

- El 18 de agosto de 2014, un Canadair CL-215, matrícula EC-HET (número de serie 1034), operado por la empresa Inaer, impactó con un árbol mientras participaba en las labores de extinción de un incendio declarado en Portugal. El avión fue reparado y sus tripulantes resultaron ilesos.[57]

- El 17 de julio de 2015, un Canadair CL-215, número de serie 1070, operado por la Fuerza Aérea Griega, quedó destruido tras sufrir una descendencia mientras participaba en las labores de extinción de un incendio declarado cerca de Faraklo (Laconia, Grecia). Como consecuencia, uno de sus dos tripulantes resultó herido leve.[58]

- El 26 de junio de 2016, un Canadair CL-215, número de serie 1111, operado por la Fuerza Aérea Griega, se precipitó en una zona de monte bajo tras sufrir un fuego en el motor izquierdo mientras participaba en la extinción un incendio cerca de Dervenochoria, Grecia. Como consecuencia, uno de sus dos tripulantes resultó herido leve.[59]

- El 14 de mayo de 2019, un Canadair CL-215, matrícula C-GMAF (número de serie 1044), operado por la empresa Air Spray Air Tankers, impactó con un árbol mientras participaba en las labores de extinción de un incendio declarado cerca del lago West Hawk, Canadá. El avión fue reparado y sus tripulantes resultaron ilesos.[35]

- El 8 de agosto de 2020, un Canadair CL-215 operado por la empresa Babcock, matrícula EC-HET (número de serie 1034), impactó contra el terreno cuando se encontraba combatiendo un incendio forestal cerca de Lovios, en la provincia de Orense. El accidente ocurrió a 1,17 km de la frontera portuguesa, dentro de la Reserva de la Biosfera transfronteriza Geres-Xures, después de que el avión cargara sus depósitos de agua en el embalse de Alto Lindoso, durante una maniobra conocida como scooping. El copiloto, Jorge Santana Jardim, murió en el lugar del accidente por parada cardio respiratoria, mientras que el piloto, Maximiliano Plaza Bretón, resultó herido y murió unas semanas más tarde. Cerca del lugar del accidente se construyó un monumento en memoria de los fallecidos.[60]

- El 25 de julio de 2023, un Canadair CL-215, matrícula 1055, operado por la Fuerza Aérea Griega, impactó contra el terreno cuando se encontraba combatiendo un incendio forestal cerca de Platanistos, en la isla de Eubea. El accidente ocurrió después de que el avión descargara sobre un foco activo. El piloto y el copiloto murieron en el lugar del accidente.

- El 28 de agosto de 2023, un Canadair CL-215, matrícula C-FYWP (número de serie 1002), operado por la empresa Buffalo Airways, impactó con un bajo del lago Mitchell mientras participaba en las labores de extinción de un incendio declarado en Canadá. El avión fue recuperado por un helicóptero Boeing CH-47 Chinook y sus dos tripulantes resultaron ilesos.[61]

- El 14 de junio de 2024, un Canadair CL-215, matrícula TC-TKV, operado por THK (Türk Hava Kurumu), sufrió un accidente mientras cargaba agua en el Lago Bafa de Turquía sin que ninguno de sus tres ocupantes resultara herido. El avión siniestrado fue llevado tiempo más tarde a la costa noreste del lago, cerca de Bafa kapıkırı.

## Especificaciones (CL-215)
Referencia datos: Jane's All the World's Aircraft 1976-77

### Características generales
- Tripulación: Dos pilotos
- Capacidad: 18 pasajeros (versión utilitaria)
- Carga: 

  - 5346 litros de agua
  - 600 litros de retardante químico
- Longitud: 19,8 m (65 ft)
- Envergadura: 28,6 m (93,8 ft)
- Altura: 9 m (29,5 ft)
- Superficie alar: 100,3 m² (1079,6 ft²)
- Peso vacío: 12 065 kg (26 591,3 lb)
- Peso máximo al despegue: 

  - Desde agua: 17 100 kg
  - Desde tierra: 19 730 kg
- Planta motriz: 2× motor radial de 18 cilindros refrigerado por aire Pratt & Whitney R-2800-83AM.
  - Potencia: 1566 kW (2159 HP; 2130 CV) cada uno.
- Hélices: 1× Tripala Hamilton Standard Hydromatic de velocidad constante totalmente abanderable por motor.

### Rendimiento
- Velocidad crucero (Vc): 291 km/h (181 MPH; 157 kt)
- Velocidad de entrada en pérdida (Vs): 123 km/h (76 MPH; 66 kt)
- Alcance: 2260 km (1220 nmi; 1404 mi)
- Régimen de ascenso: 5 m/s (984 ft/min)

### Aviónica
- Radio dual VHF y VHF/FM
- Receptores VOR/ILS
- ADF
- Marker Beacon Rx
- Transpondedor

## Aeronaves relacionadas

### Desarrollos relacionados
- Bombardier 415

### Aeronaves similares
- Harbin PS-5
- Consolidated PBY Catalina
- Grumman HU-16 Albatross
- Shin Meiwa US-1
- Beriev Be-12

### Secuencias de designación
- Secuencia CL-_ (interna de Canadair): ← CL-202 - CL-206 - CL-209 - CL-215 - CL-219 - CL-226 - CL-227 →
- Secuencia L._ (Aeronaves Utilitarias del Ejército del Aire español, 1954-1978): ← XL.10 - L.12 - L.13 - UD.13 - U.14
- Secuencia U._ (Aeronaves Utilitarias del Ejército del Aire español, 1978-presente): U.9 - U.12 - UD.13 - U.14 - UD.14 - U.15 →